# Петрушино (Сергиево-Посадский район)
Петрушино — деревня в Сергиево-Посадском районе Московской области России, входит в состав сельского поселения Селковское.

## Население
| 1835 | 1850 | 1857 | 1859 | 1895 | 1905 | 1926 | 2002 |
| ---- | ---- | ---- | ---- | ---- | ---- | ---- | ---- |
| 95   | ↗107 | ↘106 | ↗110 | ↗113 | ↘98  | ↘92  | ↘9   |
| 2006 | 2010 |      |      |      |      |      |      |
| ↗16  | ↘10  |      |      |      |      |      |      |

## География
Деревня Петрушино расположена на севере Московской области, в северной части Сергиево-Посадского района, на автодороге Р104, примерно в 84 км к северу от Московской кольцевой автодороги и 33 км к северу от станции Сергиев Посад Ярославского направления Московской железной дороги.
В 19 км юго-восточнее деревни проходит Ярославское шоссе М8, в 23 км к юго-западу — Московское большое кольцо А108. Ближайшие населённые пункты — деревни Ново и Селково.
Связана автобусным сообщением с городами Сергиевым Посадом и Калязином.

## История
В «Списке населённых мест» 1862 года — казённая деревня 2-го стана Переяславского уезда Владимирской губернии на Углицком просёлочном тракте от границы Александровского уезда к Калязинскому, в 49 верстах от уездного города и 44 верстах от становой квартиры, при колодце, с 15 дворами и 110 жителями (47 мужчин, 63 женщины).
По данным на 1895 год — деревня Хребтовской волости Переяславского уезда с 113 жителями (55 мужчин, 58 женщин). Основным промыслом населения являлась возка лесного материала в Сергиевский посад, 8 человек уезжало в качестве фабричных рабочих на отхожий промысел в Москву и уезды.
По материалам Всесоюзной переписи населения 1926 года — деревня Селковского сельсовета Хребтовской волости Сергиевского уезда Московской губернии в 11,7 км от Угличско-Сергиевского шоссе и 42,7 км от станции Сергиево Северной железной дороги; проживало 92 человека (37 мужчин, 55 женщин), насчитывалось 16 крестьянских хозяйств.
С 1929 года — населённый пункт Московской области в составе:
- Селковского сельсовета Константиновского района (1929—1957)[14],
- Селковского сельсовета Загорского района (1957—1959)[15][16],
- Торгашинского сельсовета Загорского района (1959—1963, 1965—1991)[16][17],
- Торгашинского сельсовета Мытищинского укрупнённого сельского района (1963—1965)[18][17],
- Торгашинского (до 09.01.1991) и Селковского сельсоветов Сергиево-Посадского района (1991—1994)[17],
- Селковского сельского округа Сергиево-Посадского района (1994—2006)[19],
- сельского поселения Селковское Сергиево-Посадского района (2006 — н. в.)[20][21].